# Fransham
Fransham – wieś w Anglii, w hrabstwie Norfolk, w dystrykcie Breckland. Leży 33 km na zachód od Norwich i 146 km na północny wschód od Londynu.
W 2001 miejscowość liczyła 426 mieszkańców.